# 드레스덴 인형 박물관

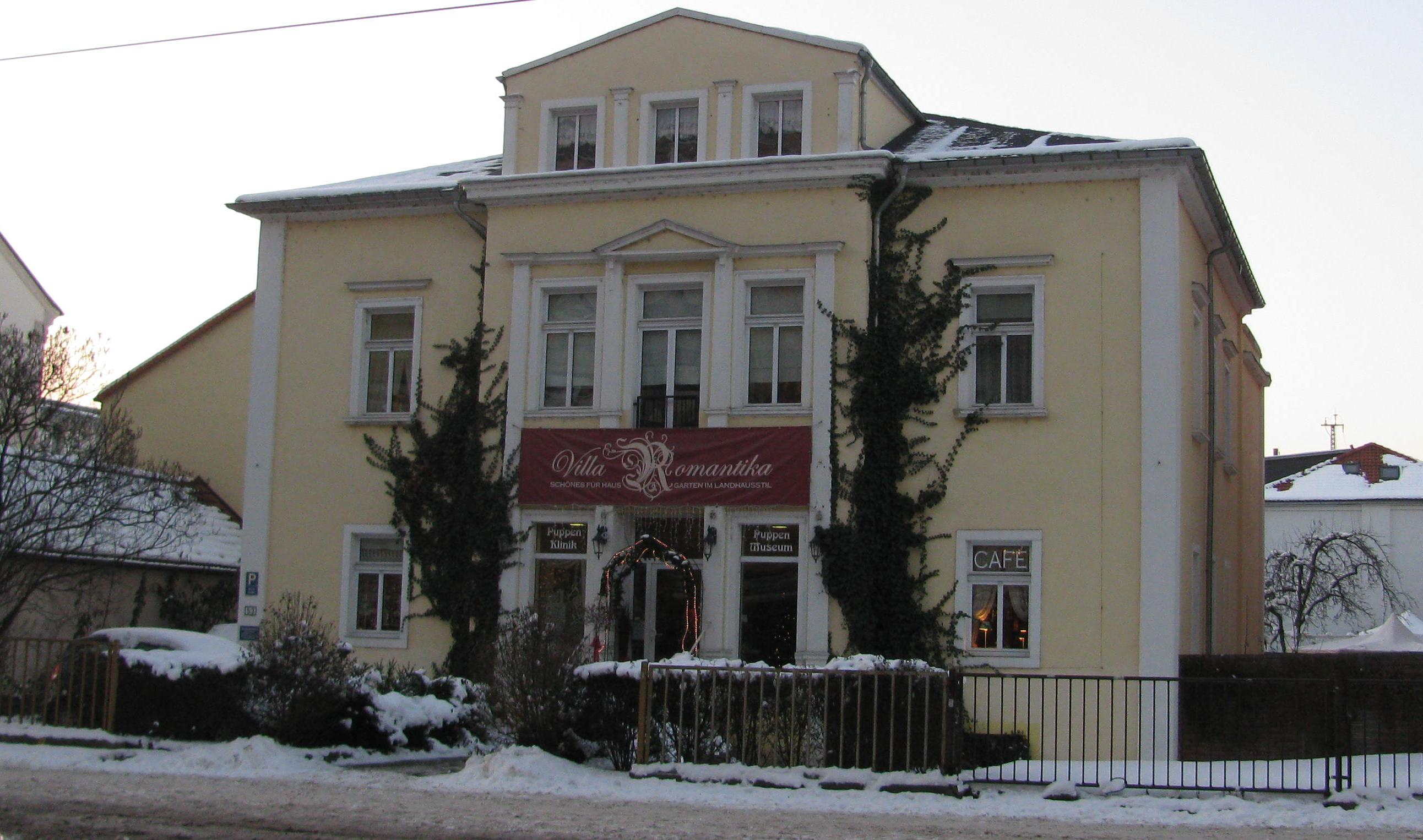
드레스덴 인형 박물관

드레스덴 인형 박물관(독일어: Puppenmuseum Dresden)은 독일 바이에른주 드레스덴에 위치한 박물관이다. 2002년 12월에 개관했으며, 2010년 무기한 폐관되었다.